# 다목적 강습상륙함
LHD(Landing Helicopter Dock)는 미국 강습상륙함의 미국 해군 분류 기호이다. 비행갑판에는 헬리콥터나 해리어가 이착륙하고, 함미에는 상륙정(LCAC, LCU)이 출입하는 도크가 있는 강습상륙함이다.
한국의 독도함은 도크가 있는 헬리콥터 항공모함이라는 LHD의 양대 특징을 모두 갖추었음에도, LHD라고 부르지 않고 LPH로 불린다.

## 항공모함과 비교
도크가 있는 헬리콥터 항공모함을 뜻하는 LHD는, 보통, 대형 항모나 중형 항모 보다는 크기가 작으나, 경항모 보다는 크다. 즉, 중형항모와 경항모 사이에 LHD가 위치하기에, 항공모함이라고 부를 수도 있다.
예를 들면, 스페인의 LHD인 SPS 후안 카를로스 1세(배수량 27000톤)는 대형항모인 니미츠급 항공모함(배수량 10만톤)과 중형항모인 샤를 드골호(배수량 4만톤) 보다는 작으나, 경항모인 프린시페 데 아스투리아스(배수량 15000톤) 보다는 크다. 경항모인 프린시페 데 아스투리아스의 경우, LHD인 SPS 후안 카를로스 1세보다 크기도 작고, 함미에 도크가 없으나, LHD는 경항모 보다 크고, 함미에 도크가 있으며, 경항모처럼 해리어와 헬기 운용이 가능하다.
LHD의 성능과 관련, 블라디미르 비소츠키(Vysotsky) 러시아 해군 참모총장은 "조지아 전쟁 당시 26시간이 걸렸던 모든 작전을 미스트랄함을 활용하면 40분에 끝낼 수 있을 것"이라고 말했다.

## 사용국가
다음의 LHD가 현재 사용중이다.
- 미국 해군의 와스프급 강습상륙함 - 1987년 건조
- 프랑스 해군의 미스트랄함 - 2004년 건조, 한국 조선소가 건조
- 스페인 해군의 SPS 후안 카를로스 1세 - 2009년 건조
- 러시아 해군의 미스트랄함 - 건조중, 한국 조선소가 건조
- 이탈리아 해군의 트리에스테 (L9890) - 건조중
- 호주 해군의 캔버라급 강습상륙함 - 건조중

다음은 도크가 있는 헬리콥터 항공모함이라는 LHD의 특징을 갖고 있으나, LHD라고 불리지 않고 있다.
- 대한민국 해군의 독도함 - 2005년 건조, 한국 조선소가 건조
- 일본 해상자위대의 휴가함 - 2007년 건조

## 같이 보기
- LPH